# 阿尔高地区林登贝格
阿尔高地区林登贝格（德語：Lindenberg im Allgäu，官方拼写为，發音：[ˈlɪndn̩ˌbɛʁk ʔɪm ˈʔalɡɔʏ] ⓘ）是德国巴伐利亚州施瓦本行政区博登湖畔林道县的城市，面积11.84平方千米，人口为人。